# Hill County (Montana)
Hill County ist ein County im Bundesstaat Montana der Vereinigten Staaten. Der Sitz der Countyverwaltung (County Seat) befindet sich in Havre.

## Demografische Daten
Nach der Volkszählung im Jahr 2000 lebten im County 16.673 Menschen. Es gab 6.457 Haushalte und 4.255 Familien. Die Bevölkerungsdichte betrug 2 Einwohner pro Quadratkilometer. Ethnisch betrachtet setzte sich die Bevölkerung zusammen aus 79,55 % Weißen, 0,09 % Afroamerikanern, 17,30 % amerikanischen Ureinwohnern, 0,37 % Asiaten, 0,02 % Bewohnern aus dem pazifischen Inselraum und 0,35 % aus anderen ethnischen Gruppen; 2,32 % stammten von zwei oder mehr ethnischen Gruppen ab. 1,25 % der Bevölkerung waren spanischer oder lateinamerikanischer Abstammung.
Von den 6.457 Haushalten hatten 34,30 % Kinder und Jugendliche unter 18 Jahre, die bei ihnen lebten. 50,50 % waren verheiratete, zusammenlebende Paare, 10,90 % waren allein erziehende Mütter. 34,10 % waren keine Familien. 28,60 % waren Singlehaushalte und in 11,40 % lebten Menschen im Alter von 65 Jahren oder darüber. Die Durchschnittshaushaltsgröße betrug 2,53 und die durchschnittliche Familiengröße lag bei 3,15 Personen.
Auf das gesamte County bezogen setzte sich die Bevölkerung zusammen aus 28,20 % Einwohnern unter 18 Jahren, 11,60 % zwischen 18 und 24 Jahren, 26,00 % zwischen 25 und 44 Jahren, 21,40 % zwischen 45 und 64 Jahren und 12,80 % waren 65 Jahre alt oder darüber. Das Durchschnittsalter betrug 34 Jahre. Auf 100 weibliche Personen kamen 99,30 männliche Personen, auf 100 Frauen im Alter ab 18 Jahren kamen statistisch 96,40 Männer.

Das jährliche Durchschnittseinkommen eines Haushalts betrug 30.781 USD, das Durchschnittseinkommen der Familien betrug 38.179 USD. Männer hatten ein Durchschnittseinkommen von 29.908 USD, Frauen 19.874 USD. Das Prokopfeinkommen betrug 14.935 USD. 18,40 % der Bevölkerung und 15,30 % der Familien lebten unterhalb der Armutsgrenze. 23,30 % davon waren unter 18 Jahre und 9,00 % waren 65 Jahre oder älter.

## Geschichte
Neun Bauwerke und Stätten des Countys sind im National Register of Historic Places eingetragen (Stand 8. Februar 2018).

## Orte im Hill County
Citys
| - Havre |

Towns
| - Hingham |

Census-designated places (CDP)
| - Azure - Beaver Creek - Box Elder - Gildford - Havre North - Herron - Inverness - Kremlin | - Parker School - Rocky Boy West - Rocky Boy’s Agency - Rudyard - Saddle Butte - Sangrey - St. Pierre - West Havre |

Unincorporated Communitys
| - Fox Crossing - Laredo |